# Vincenc Muhič
Vincenc Muhič (tudi Vinzenz Muchitsch), slovensko-avstrijski politik, * 25. februar 1873, Lenart v Slovenskih goricah, Avstro-Ogrska, † 18. september 1942, Gradec.

## Življenjepis
Muhič se je rodil v družini krojaškega pomočnika Vincenca Muhiča st. v Lenartu v Slovenskih goricah, ter se izučil za peka. Mati mu je bila Marija (roj. Petek). Politično kariero je začel leta 1904, ko je bil kot socialdemokrat izvoljen v graški občinski svet. Leta 1907 je bil izvoljen v državni zbor ter 14. junija 1919 bil izvoljen za župana Gradca in še naslednje tri mandate vse do leta 1934, ko ga je med februarsko vstajo odstavil Dollfusov režim. Kot graški župan je reševal stanovanjsko stisko v mestu, iz tega časa je znan Muhičev blok na Tržaški cesti v Gradcu. Umrl je leta 1942 v Gradcu.